# Saalfelder Höhe

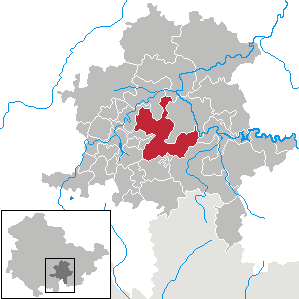
Lage der ehemaligen Gemeinde im Landkreis Saalfeld-Rudolstadt

Die am 1. Januar 1997 aus den Mitgliedsgemeinden der Verwaltungsgemeinschaft Saalfelder Höhe neu gegründete Gemeinde Saalfelder Höhe im Landkreis Saalfeld-Rudolstadt in Thüringen wurde am 6. Juli 2018 als Ortsteil in die Stadt Saalfeld/Saale eingegliedert.

## Geografie

### Lage
Das Gebiet des Ortsteils liegt südwestlich von Saalfeld in einer Höhenlage zwischen 220 und 700 Metern ü. NN auf dem Hochplateau des Thüringer Schiefergebirges.

### Nachbarorte
Angrenzende Ortschaften der ehemaligen Gemeinde waren Bad Blankenburg, Rudolstadt, Saalfeld/Saale, Kaulsdorf, Probstzella, Reichmannsdorf, Meura, Wittgendorf, Döschnitz und Schwarzburg.

### Ortsteilgliederung
Saalfelder Höhe besteht aus folgenden Ortschaften:
- Bernsdorf
- Burkersdorf
- Dittersdorf
- Dittrichshütte mit Birkenheide (seit dem 1. Januar 1957) und Braunsdorf (seit dem 1. Juli 1950)
- Eyba
- Kleingeschwenda mit Hoheneiche
- Lositz-Jehmichen (Zusammenschluss der beiden Orte am 1. Januar 1960)
- Reschwitz mit Knobelsdorf (seit dem 1. September 1965)
- Unterwirbach
- Volkmannsdorf
- Wickersdorf
- Wittmannsgereuth
- Witzendorf

## Geschichte
Bis zur Bildung des Landes Thüringen im Jahr 1920 verlief durch das heutige Gemeindegebiet die Grenze zwischen dem Fürstentum bzw. Freistaat Schwarzburg-Rudolstadt (Oberherrschaft) und dem Herzogtum Sachsen-Saalfeld bzw. Sachsen-Coburg-Saalfeld. Letzteres ging 1826 im Herzogtum Sachsen-Meiningen auf und wurde 1918 Teil des Freistaats Sachsen-Meiningen. Schwarzburgische Orte waren Braunsdorf, Burkersdorf, Dittersdorf, Dittrichshütte und Unterwirbach (schwarzburg. Anteil) im Westteil der Oberherrschaft und Eyba, Knobelsdorf und Reschwitz im Ostteil der Oberherrschaft. Sächsisch-Ernestinische Orte waren Bernsdorf, Birkenheide, Hoheneiche, Jemichen, Kleingeschwenda, Lositz, Unterwirbach (sächs. Anteile), Volkmannsdorf, Wickersdorf, Wittmannsgereuth und Witzendorf. Somit lagen die westlichen und östlichen Orte im Schwarzburgischen, während der Zentralteil der heutigen Gemeinde zu Sachsen-Saalfeld bzw. Sachsen-Meiningen gehörte.
Auf der Saalfelder Höhe entstand Anfang Juli 2025 der größte Waldbrand in Thüringen seit rund 30 Jahren. Zeitweise waren 650 Helfer im Einsatz, dabei auch Einsatzkräfte aus Bayern, auch der Katastrophenfall war ausgerufen worden.

### Bernsdorf
Der Ort wurde erstmals 1414 erwähnt. Die Bewohner lebten im 16. und 17. Jahrhundert vor allem vom Schieferabbau bzw. von der Schieferverarbeitung, auch eine örtliche Brauerei war von Bedeutung. Bis heute erinnern Fachwerkbauten und Gehöfte an die Vergangenheit. Der Ort, der auf 645 m ü. NHN liegt, zählt 73 Einwohner.

### Birkenheide
Der Ort wurde 1317 erstmals urkundlich genannt und hat 71 Einwohner.

### Braunsdorf
Erste urkundliche Erwähnung des Ortes geht auf das Jahr 1441 zurück. Seitdem ist er Pfarrdorf für Dittrichshütte, Birkenheide, Burkersdorf, Dittersdorf und Oberwirbach. In Braunsdorf befindet sich eine Grundschule. Der Ort hat 102 Einwohner.

### Burkersdorf
Der Ort Burkersdorf liegt am Nordrand des Thüringer Schiefergebirges. Am Nordhang des Keilberges, der mit 678 m ü. NN die höchste Erhebung des ehemaligen Kreises Rudolstadt ist, und des Ritzberges mit 668 m ü. NN liegt der Ort auf der rechten Schwarzahöhe auf 620 m ü. NN. Er erstreckt sich in Ost-West-Richtung in einer Länge von ca. 250 Metern in Richtung Schwarzatal. Er ist ein Angerdorf und hat 173 Einwohner bei einer Gesamtfläche von 375 Hektar. Die landwirtschaftliche Nutzfläche wird von der Landwirtschaftlichen Erzeugergenossenschaft Dittrichshütte bewirtschaftet.
In einer Urkunde vom 19. November 1370 wurde der Ort erstmals mit dem Namen „Burkirsdorf“ und „Burghardtsdorf“ erwähnt. Als Gründer wird ein Burghart vermutet. Im Jahre 1371 wurde der Ort „Borckersdorf“ und 1465 „Burskersdorf“ genannt. Es ist anzunehmen, dass der Ort sich bereits vor 1370 entwickelt hat, wovon allerdings keine Aufzeichnungen vorhanden sind.

### Dittrichshütte
Der Ort wurde 1370 erstmals urkundlich erwähnt. Bis zur Mitte des 20. Jahrhunderts waren die Landwirtschaft, der Bergbau (Uran) und die Forstwirtschaft die wichtigsten Erwerbsquelle der Bewohner. Heute ist Dittrichshütte ein Ort für Erholungssuchende. Dort befindet sich auch das KiEZ Dittrichshütte. Der Ort hat 310 Einwohner.

### Eyba
Eyba liegt südlich der Kreisstadt Saalfeld auf der Saalfelder Höhe auf ungefähr 550 m ü. NN und hat etwa 170 Einwohner.
Urkundliche Ersterwähnung: 1332 oder 1348.

### Hoheneiche
Das Dorf liegt südwestlich von Saalfeld im Naturpark Thüringer Schiefergebirge-Obere Saale direkt an der B 281 zwischen Arnsgereuth und Reichmannsdorf in einer Höhe von 681 m ü. NN.
Urkundliche Ersterwähnung: 1071
Infrastruktur:
- Kirche mit Friedhof
- Evangelisch-lutherisches Pfarramt Hoheneiche
- Gasthaus und Pension „Zum Roten Hirsch im Grünen Wald“
- Jugendbildungsstätte des CVJM Thüringen mit zwei Freizeitheimen und Campgelände
- Ski- und Rodelhang

### Kleingeschwenda
Zwischen Arnsgereuth und Hoheneiche liegt direkt an der B 281 in der Höhe von 636 m ü. NN Kleingeschwenda und hat 285 Einwohner.

### Unterwirbach
- Urkundliche Ersterwähnung: 1074 in einer Dotationsurkunde des Benediktinerklosters Saalfeld.
- Einwohner: 916
- Höhenlage: 280 m ü. NN

Neben der Eisenerzgewinnung und der ausgeprägten Handelstätigkeit der Einwohner mit Blumen und Gemüsesamen war der Besuch der umliegenden Märkte mit Pflanzen, Blumen, Obst, Gemüse, Heidel- und Preiselbeeren ein weiterer Broterwerb. In den Wintermonaten wurden Besen gebunden. Der Ort verfügt über viele gut erhaltene Fachwerkhäuser.

### Volkmannsdorf
Die erste urkundliche Erwähnung von Volkmannsdorf geht in das Jahr 1348 zurück. Die Gemeinde Volkmannsdorf liegt zwischen Wittgendorf und Bernsdorf auf etwa 600 Metern Höhe. Der Ort hat ca. 300 Einwohner.

### Wickersdorf
Wickersdorf wurde erstmals im Jahre 1442 urkundlich erwähnt. Der Ort hat etwa 250 Einwohner und liegt auf 614 m über dem Meer.

### Einwohnerentwicklung
| - 1997: 3627 - 2000: 3637 | - 2005: 3490 - 2010: 3307 | - 2015: 3035 - 2018: 2900 |

Datenquelle: Thüringer Landesamt für Statistik, 1997–2017 mit Stichtag 31. Dezember, 2018 mit Stichtag 30. Juni